# Praca Mołodeczno
Praca Mołodeczno (biał. Футбольны Клуб «Праца» Маладзечна) – białoruski klub piłkarski, mający siedzibę w mieście Mołodeczno, w obwodzie mińskim.

## Historia
Chronologia nazw:
- 1949: Dynama Mołodeczno (biał. «Дынама» Маладзечна)
- 1956: Drużyna m.Mołodeczno (biał. Каманда г. Маладзечна)
- 1960: Spartak Mołodeczno (biał. «Спартак» Маладзечна)
- 1964: Narocz' Mołodeczno (biał. «Нарочь» Маладзечна)
- 1966: Czyrwony sciah Mołodeczno (biał. «Чырвоны сцяг» Маладзечна)
- 1967: Chwala Mołodeczno (biał. ФК «Хваля» Маладзечна)
- 1972: Sielena Mołodeczno (biał. ФК «Селена» Маладзечна)
- 1981: Mietalist Mołodeczno (biał. ФК «Металіст» Маладзечна)
- 1983: Praca Mołodeczno (biał. ФК «Праца» Маладзечна)
- 1985: klub rozwiązano

Klub piłkarski Dynama został założony w Mołodecznie w 1949 roku. W 1949 zespół startował w rozgrywkach mistrzostw Białoruskiej SRR, gdzie zajął trzecie miejsce. Od 1956 w mistrzostwach reprezentowała drużyna miasta bez nazwy. W 1960 klub przyjął nazwę Spartak. W 1961 i 1962 był drugim, a w 1963 zdobył swój pierwszy tytuł mistrzowski. W 1964 i 1965 klub nazywał się Narocz', a w 1966 Czyrwony sciah. W 1967 klub zmienił nazwę na Chwala. W 1969 zespół zajął ostatnie 10.miejsce i spadł z pierwszej ligi. W 1972 już pod nazwą Sielena klub był drugim w drugiej lidze, a w 1973 zdobył mistrzostwo ligi i awansował do pierwszej ligi. W 1981 zmienił nazwę na Mietalist i zajął trzecie miejsce w mistrzostwach Białoruskiej SRR. W 1983 klub przyjął nazwę Praca. W 1985 klub został sklasyfikowany na 20.pozycji, ale w następnym roku nie przystąpił do rozgrywek i następnie został rozwiązany.

## Sukcesy

### Trofea krajowe
- Mistrzostwa Białoruskiej SRR:
  - mistrz (1x): 1963
  - wicemistrz (2x): 1961, 1962
  - 3.miejsce (3x): 1949, 1965, 1981
- Puchar Białoruskiej SRR:
  - finalista (2x): 1963, 1964

## Stadion
Klub rozgrywał swoje mecze domowe na stadionie Miejskim w Mołodecznie, który może pomieścić 4800 widzów.